# Abraham Bosse

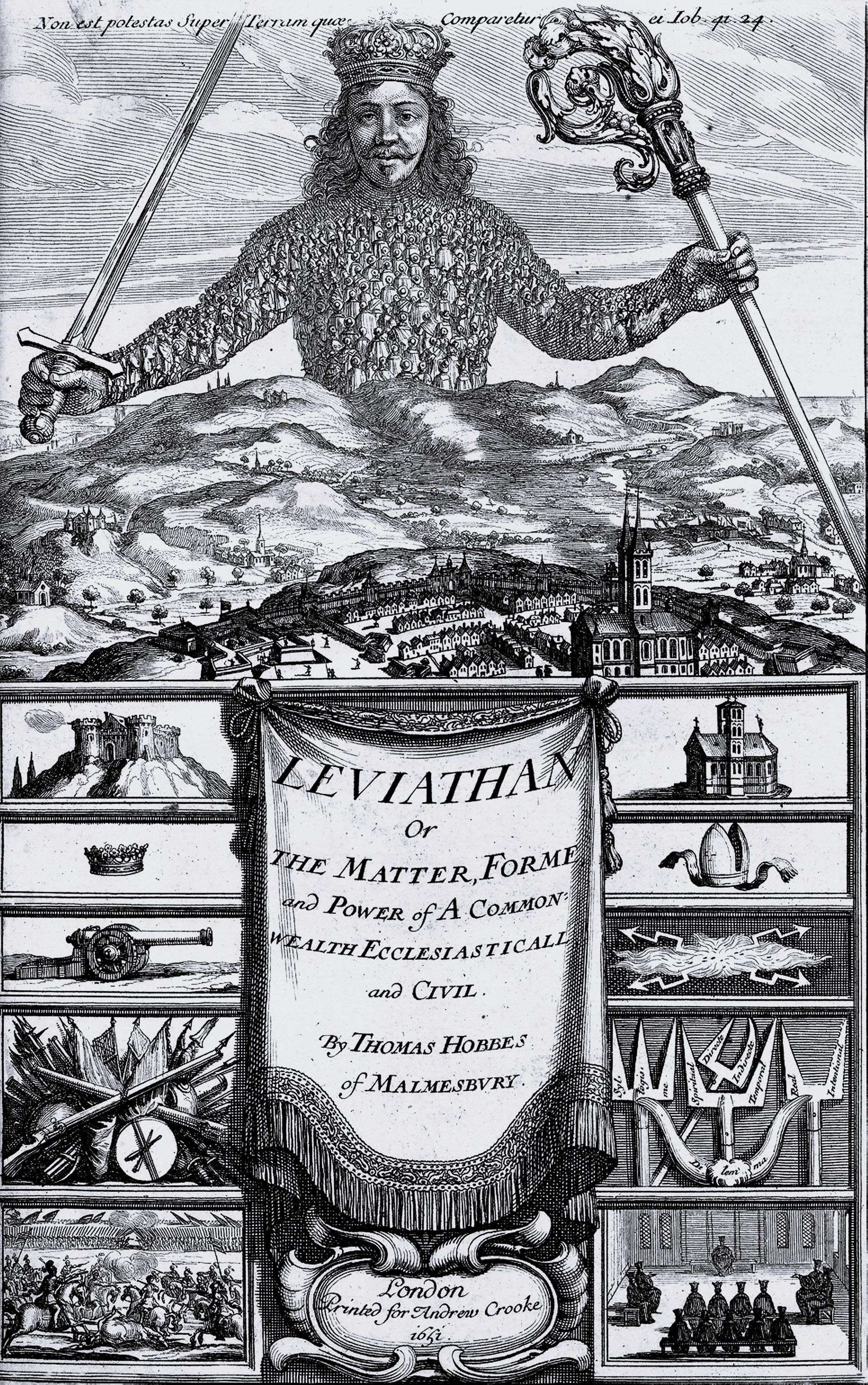
Voorblad van het boek Leviathan van Thomas Hobbes

Abraham Bosse (Tours, circa 1604 - Parijs, 14 februari 1676) was een Franse etser en kunstschilder. Hij werd geboren als kind van calvinistische ouders in Tours.

## Levensloop
Zijn vader was naar Tours verhuisd vanuit Duitsland. Bosse verhuisde naar Parijs, waar hij in 1676 overleed. In Parijs kwam zijn werk onder invloed van de tekenaar Jean de St. Igny te staan.

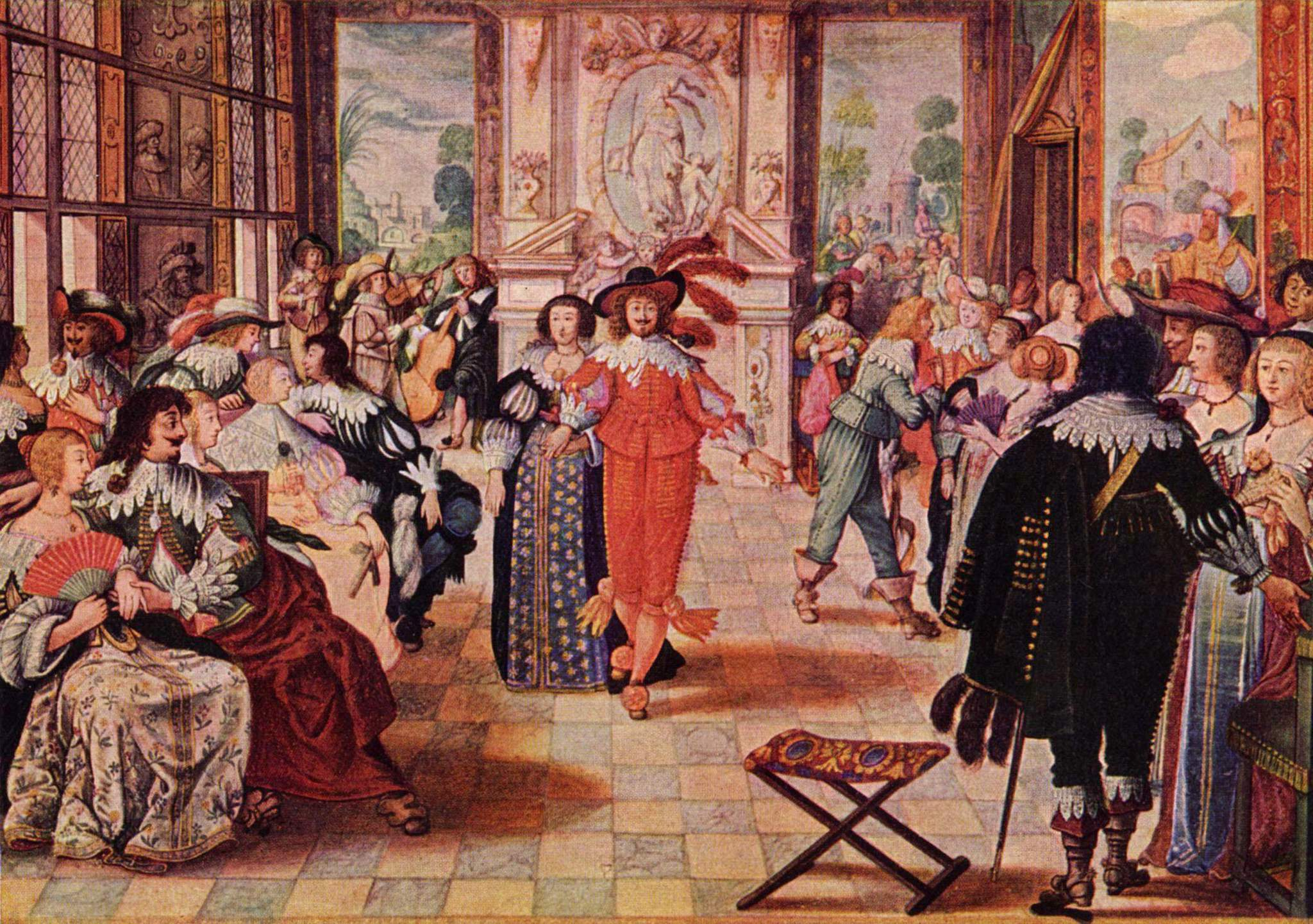
Het bal, aquarel op perkament, 10,4 × 15 cm Kupferstichkabinett, Berlijn

Er worden ongeveer 1600 werken, voornamelijk allerhande etsen, aan Abraham Bosse toegeschreven. Zijn thema's waren godsdienst, geschiedenis, mode en boekillustraties, zoals de hier afgebeelde omslag van het boek Leviathan van Thomas Hobbes, dat hij maakte op aanwijzingen van Hobbes. Ook publiceerde hij over de techniek van het etsen en over perspectief. Hij maakte ook tekeningen over de etstechniek. Zijn werk is verder moraliserend en geeft daarmee een blik in de tijdgeest tijdens Lodewijk XIV.